# 上杉弘美
上杉 弘美（うえすぎ ひろみ、1987年11月2日 - ）は、日本のグラビアアイドル。
東京都出身。以前はアヴィラ（前身はアバンギャルド）に所属していた。

## 人物・来歴
2002年デビュー以来、優等生制服アイドル的な売り出し方をされていて、同世代の桜木睦子、山口文江（現・山口美羽）、星野飛鳥（現・星野明日香）、後藤香南子などとならび、撮影会や制服グラビアなどで活躍してきた。
高校卒業直後の2006年7月より、欠員のできたエンドレスレディ2006に選抜され加入したことで、これまでのアイドル的展開に加えて、レースクイーンとしても活動開始。（2008年まで継続でRQとしては3年目突入）
また、2007年に同じ事務所所属であり、エンドレスレディのメンバーでもある浜田コウ・神田茉里奈と「カンコウヒー」というユニットを結成し、主に事務所イベントや撮影会で展開していた。この3人にディライトアソシエーション所属で、やはりエンドレスレディの澤井玲菜を加えて、「カンコウヒーサワー」でCS系の番組を持っていた。（下記のテレビ出演の欄を参照のこと。）　
2009年2月でエンドレスレディとしての活動及び撮影会・チャットへの出演を終了、その後アヴィラとの契約を終える。2010年10月28日、自身のブログで別の事務所に入った事を報告している。
2012年4月21日付のブログで、前年に一般人男性と結婚し、2012年2月23日に第一子（女児）を出産したことを報告した。
今後の活動については、現時点では不明である。

## 作品・出演履歴

### DVD
- イメージもの
  - 「アバンギャルド DVD Making Selection」 （ジェネオン・エンタテイメント）2003年6月25日発売 (ASIN:B0001HDGPS)
  - 「Pure Smile 上杉弘美」 （竹書房） 2003年7月19日発売 (ASIN:B00009WL49)
  - 「C-Girls Vol.4」 2003年12月25日(ASIN:B00011F1HU) ※後藤香南子・松山まみと共演
  - 「制服美少女図鑑 ひろみ16歳」 （フーガ）2004年6月10日 撮影監修・会田我路
  - 「little wing」 2004年6月21日発売 (ASIN:B0002DRT72)
  - 「Hiro-Mix」（ビーエム・ドット・スリー）2007年11月25日発売（ASIN: B000VKIJL6）

- イメージ・オムニバス
  - 「女子高制服図鑑2005」 （ぶんか社）2004年12月17日発売 ※星野飛鳥らと共演
  - 「絶叫！！ネバーダイ〜ガールズ・シャウト30〜」（マジカル）2007年9月21日発売

- Vシネマなど
  - 「サイバーシスターズD3」 （マジカル/ジェネオンエンタテインメント）2004年2月25日発売(ASIN: B0001925WQ)←宮内洋の他、小倉優子、桜木睦子、宇恵さやか、浜田翔子が主演クラス
  - 「宇宙警察フラッシュガイン3」 （エッジ）2004年8月20日発売(ASIN:B0002JZIQU) 監督・西田知史 （連作シリーズもの・3巻の主演）

### 写真集
- はるかなる想い（2003年7月23日、ぶんか社、撮影：西條彰仁）ISBN 978-4821125487
- オムニバス写真集
  - 「女子高制服図鑑2005」（ぶんか社）(ASIN:4821126427)

など2004年版以前の同社の女子高制服図鑑シリーズ（文庫本版も含む）にも登場している。
- CD-R写真集
  - 「上杉弘美」（デジタル出版）
  - 「上杉弘美2」（デジタル出版）
  - 「CD写真集 競泳スクール水着図鑑」（デジタル出版）
  - 「レオタード図鑑・バレエ教室編」（デジタル出版）
  - 「上杉弘美3・4」（デジタル出版）　2008年7月発売

### CM出演
- 地上波
  - 2006年10月 - ハイパーアジル（当時同じ事務所に所属の渡辺結花・上原沙恵と共演）

### テレビ番組
- レギュラー
  - 2004年4月 - 2005年3月期まで・TBS系「アイドル刑事」に「ライム」役で出演
  - 2006年4月期（ - 9月 但し・東京地区放映基準）・テレビ東京系「やりすぎコージー」やりすぎガール3期生・メンバー
  - 2007年10月3日・CS：スカイパーフェクトTV　371ch「新・RQコラボ」　　
  - 2008年4月 -  CS：スカイパーフェクトTV 371ch　
    - エンタ!371『Pureレースクイーン　〜カンコーヒーサワー丸出し〜』http://www.cs371.com/purerq/　
    - 雑誌ぶんか社発行の「エキサイティングMAX!」に番組連動の連載のページあり

- ゲスト
  - 2003年・MONDO21「グラビアの美少女」
  - 2008年1月21日・日本テレビ「クチコミジョニー」
  - 2008年2月4日-18日・テレビ埼玉「ひるたま」
  - 2008年7月15日・テレビ朝日系『ぷっ』すま「彼女が水着に着替えたら」
  - 2008年10月10日・TBS系「人生最大のサプライズプロポーズ大作戦!」
  - 2008年12月30日・中京テレビ「SAKAE緊急忘年会」

- ドラマ出演
  - 2005年6月20日・TBS系「こちら本池上署」　単発出演
  - 2006年7月出演・フジテレビ系「ダンドリ娘」 単発出演

### 映画
- 「キューティーガール 美少女ボウラー危機一発」 監督・及川中 主演・小倉優子（2003年9月6日公開）
- 「Fortune」 監督・神酒大亮 主演・桜木睦子（2005年1月8日公開）
- 「あの頃・・・Summer Memories」 監督・西川文恵 主演・山川恵里佳（2006年6月公開）

- ブロードバンドムービー「渋谷怪談 サッちゃんの都市伝説」第六伝説「心霊写真マニア」

### レースクイーン
- 2006年7月 - 2009年2月　ENDLESS　http://www.endless-sport.co.jp/endless_lady/index.html

## 撮影会／チャット
- マックスプロデュース撮影会
- チャットビ